# 山田羽久利
山田 羽久利（やまだ はくと、2011年〈平成23年〉6月21日 - ）は、日本の子役、タレント。

## 人物
- 埼玉県出身で、テアトルアカデミーに所属している。
- 「えいごであそぼ with Orton」には、2018年4月より3年間出演し、注目される。

## 出演

### テレビ
- えいごであそぼ with Orton（2018年4月 - 2021年3月、NHK Eテレ）はくと役

### ドラマ
- WOWOW「准教授・高槻彰良の推察」Season2 第5話（2021年11月7日）- 寺内一（幼少期）役
- EX「コタローは1人暮らし」第9話こども役
- EX「快盗戦隊ルパンレンジャーVS警察戦隊パトレンジャー第44話幼いノエル役
- NHK BS「幕末グルメブシメシ!2」第3回清之助幼少期役
- NTV「今からあなたを脅迫します」第9話こども役
- NHK BS「男の操」第5回少年役
- NHKドラマ10「マチ工場のオンナ」航太役
- NHK大河ドラマ「おんな城主 直虎」第11回竹千代役

### 映画
- 土方組映画「高台家の人々」高台タカマサ
- 鈴木おさむ組「ラブ☓ドック」

### CM
- AGFコービーギフト「スティックギフトもAGF」篇
- アース製薬「サラテクト」
- 明治インフォマーシャル
- ALSOKインフォマーシャル
- 積水化学工業インフォマーシャル

### バラエティ
- 「痛快TVスカッとジャパン」再現VTR
- NHK「総合診療医ドクターG」再現VTR

### スチール
- 世界文化社「PriPri
- TBS「37，5℃の涙」ポスター

### VP
- 「トミプラDVD 2017」